# Каракалла
Карака́лла, Карака́лл (лат. Caracalla); ім'я при народженні — Лу́цій Септи́мій Бассіа́н (лат. Lucius Septimius Bassianus); імператорське ім'я  — Марк Авре́лій Севе́р Антоні́н А́вгуст (лат. Marcus Aurelius Severus Antoninus Augustus) (188, Лугдунум, — 217, поблизу Едеси)  — римський імператор з 211. Спочатку правив з братом Гетою; з 212, убивши брата, одноосібно.
Мав такі почесні титули перемоги: Sarmaticus («переможець сарматський») з 208 р.; Britannicus Maximus («великий переможець британський») з 209 р.; Adiabenicus («переможець адіабенський»), Arabicus («переможець арабський») з 211 р.; Germanicus Maximus («великий переможець германський»), Alamannicus («переможець алеманський») з 213 р.; Gothicus («переможець готський») з 215 р.

## Біографія

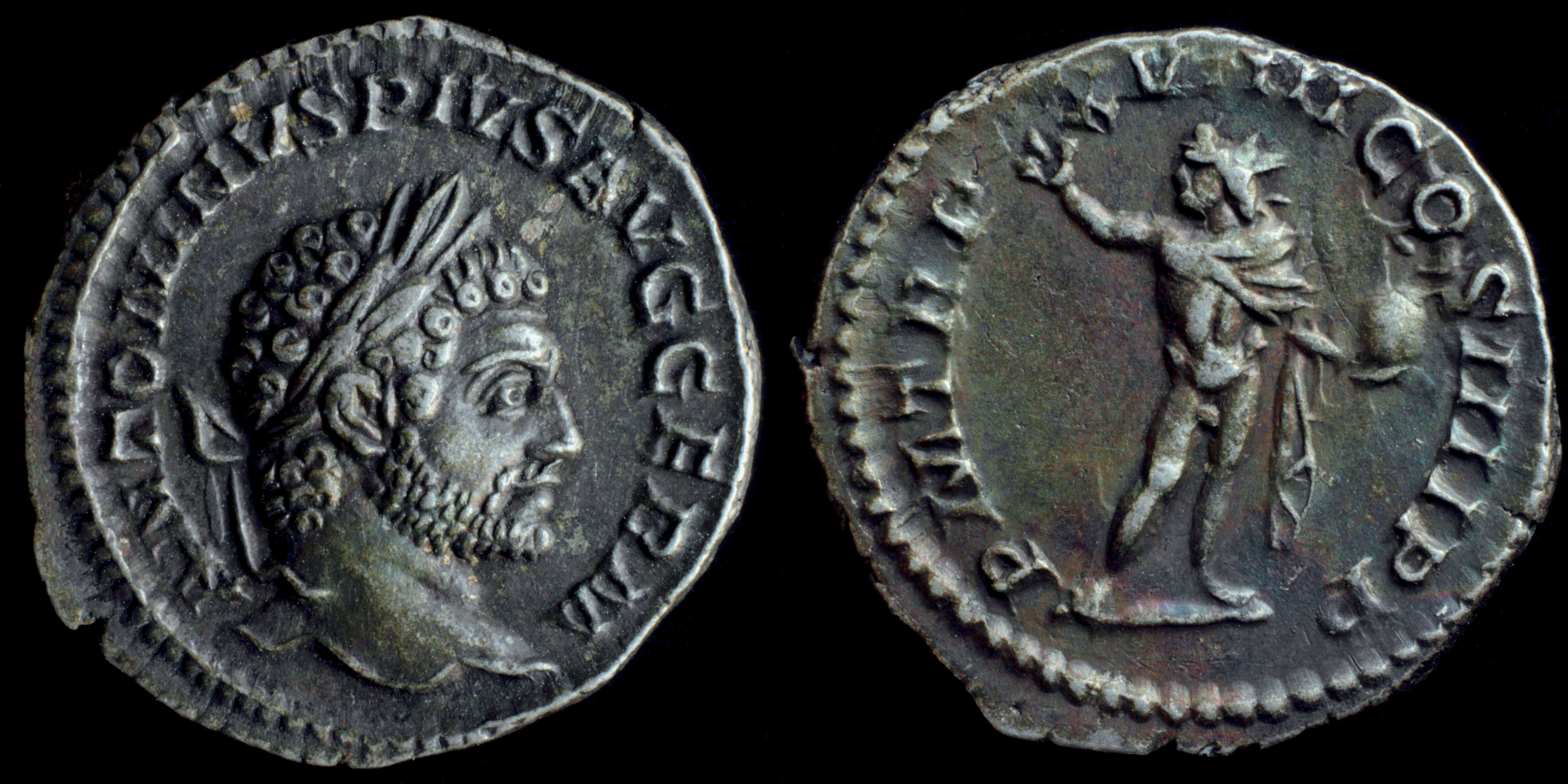
Монета з портретом Каракалли

### Ранні роки
Народився в столиці Галлії Лунгдуні (Ліоні) 4 квітня 188 року. У 203 році одружився з Фульвією Плациллою, дочкою Плаціана. Згідно зі свідченнями Діона Кассія, під час святкових заходів на арені було вбито 700 тварин (Dio. LXXVII. 1). Незважаючи на усю цю пишноту, Каракалла не любив свою дружину та тестя. Він налаштував проти нього центуріона Сатурніна, які звинуватили Плаціана у замаху на Антоніна. За участь у цій вигаданій змові один зі слуг Антоніна вбив його.
Позбувшись Плаціана, Антонін зі своїм братом Гетою розпочав розгульне життя: вони розкидалися грошима, приятелювали з гладіаторами та впадали в розпусту.
Бачачи, що сини його фактично деградували, а війська розслабилися, Септимій Север вирішив здійснити похід у Британію, аби підкорити каледонців. Похід був складним, адже римлянам доводилося прокладати собі дорогу, вирубуючи ліс, засипаючи болота та наводячи переправи через річки. Ускладнювалася ситуація чварами в сім'ї імператора: Антонін намагався вбити брата й батька. Тим часом каледонці й меати виступили проти Риму і Септимію Северу довелося збирати сили проти них. Ці плани обірвала раптова смерть імператора 4 лютого 211 року. На думку Діона Кассія, Антонін доклав руку до смерті батька (Dio. LXXVII. 15).

### Співправління з братом
Зі смертю Севера його сини успадкували імперію. Однак фактично з самого початку єдиновладним правителем був саме Каракалла. Брати не були зацікавлені в продовженні військової кампанії, тож Антонін поспішив укласти мир. Після цього він повернувся до ідеї вбивства Гети, однак якщо раніше йому заважав батько, то тепер він побоювався осуду з боку війська.
Таким чином брати-вороги поспішили до Риму з останками батька. Згідно з Елієм Спартіаном (Aelius. XIII. 3), такий собі Лет підігрівав неприязнь Каракалли до Гети. Крім того, Каракалла зневажав Гету за його відкритість та простоту.
Тим не менш, сенатори спробували помирити братів. Було організоване жертвопринесення, на яке були запрошені жерці та консул. Однак за свідченням Діона Кассія (Dio. LXXVII. 1), консул та жерці загубилися й так і не змогли зустрітися, через що здійснення ритуалу виявилося неможливим.
Тим часом антагонізм між братами зайшов так далеко, що Каракалла й Гета, остерігаючись один одного, розпочали активно вживати заходів для свого захисту. Врешті-решт Каракалла запросив Гету до себе нібито для примирення. На сімейній зустрічі центуріони Каракалли накинулися на Гету. Імператор, побачивши убивць, кинувся до матері й загинув у неї на руках, за виразом Діона Кассія: «біля того черева, з якого з'явився на світ» (Dio. LXXVII. 2). Юнаку було 22 роки і 9 місяців. У свою чергу, Юлія Домна була змушена не оплакувати смерть сина, а радіти, побоюючись Каракалли. Це сталося 26 грудня 211 року.

### Самостійне правління

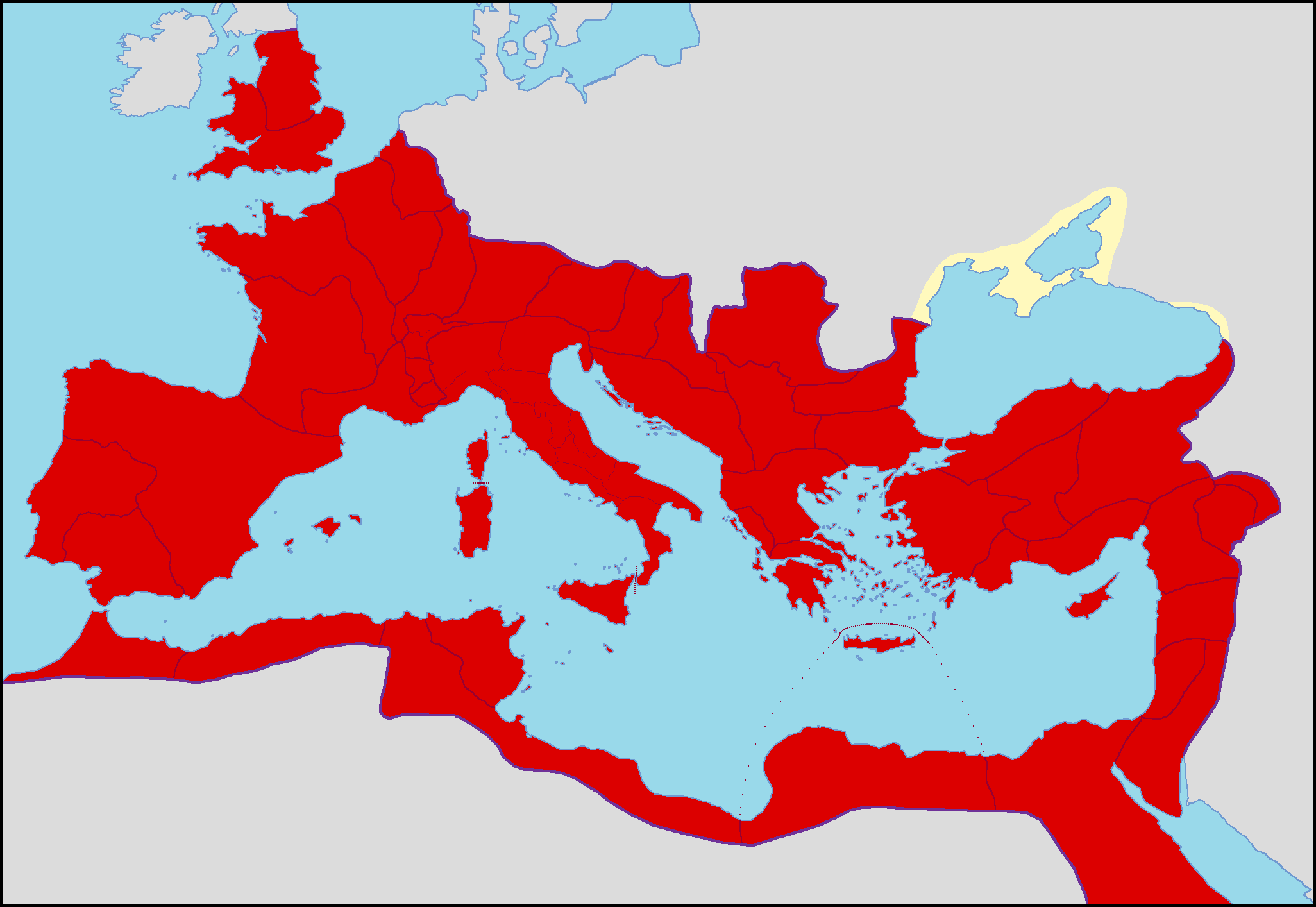
Римська імперія за часів Каракалли

Каракалла розпочав своє правління з амністії, звільнивши злочинців та повернувши засланців. На цьому його м'яка політика завершилася.
Перш за все, новий імператор зажадав вбивства матері Гети та жінок, котрі оплакували його брата, однак йому завадили це зробити. Після цього він розправився з тим самим Летом, який налаштовував Каракаллу проти Гети, отруївши його. Люди Каракалли вбили його двоюрідного брата Афра. Крім того, імператор убив Помпеяна. Також убиті були юрист та друг Септимія Севера Папініан, його син, Патруїн, сподвижники Гети, а також прості римляни, звинувачені в підготовці бунту проти імператора.

У 212 році Каракалла прийняв едикт, який надав усім мешканцям імперії права римського громадянства. Діон Кассій стверджував, що метою цього едикту було стягнути більші податки з мешканців імперії, адже лише громадяни сплачували податки :
«Він [Каракалла] зробив римлянами всіх своїх підданих на словах — щоб надати їм благодіяння, на ділі ж, — щоб звідси до нього притікало більше податків, тому що перегріни більшість їх не платять» (Dio. LXXVIII. 9).
Ще не встигли вщухнути репресії, коли Каракалла розпочав організовувати жорстокі розваги для себе.
«Перейшовши від вбивств до змагань, він і на цьому поприщі проявив не меншу кровожерливість. Справа навіть не в тому, що він у театрі вбив слона, носорога, тигра і зебру, а в тому, що він радів кровопролиттю якомога більшого числа гладіаторів і одного з них, Батона, змусив битися в один і той же день з трьома противниками поспіль, а після того, як гладіатор цей був убитий в останньому поєдинку, Антонін влаштував йому пишні похорони» (Dio. LXXVIII. 6)
Навесні 213 року імператор вирушив до Галлії, де перш за все вбив нарбоннського проконсула, після чого «накликав на себе ненависть як тиран, хоча іноді й прикидався милостивим, тоді як за своєю природою він був лютим» (Aelius. XIII. 5). Там же Каракалла захворів, жорстоко покаравши усіх, хто його лікував. У Галлії він здійснив важливу справу — завдав поразки алеманам, узявши титул «Германський» (Aelius. XIII. 5). Після алеманів Каракалла зіткнувся з плем'ям кеннів, котрі «билися з римлянами настільки люто, що зубами виривали зі своїх тіл встромлені в них дротики осроенів, щоб їх руки від цих ран не виявилися непридатними для боротьби» (Dio. LXXVIII. 14). У ході цієї кампанії «Антонін розорив всю землю і все море, не залишивши нічого, що не постраждало б» (Dio. LXXVIII. 15). Нарешті римляни змусили кеннів визнати їхню поразку.
Паралельно монарх продовжував здійснювати репресивну політику — цього разу його жертвами стали ті, хто мочився там, де знаходилися зображення імператора, люди, котрі знімали вінки з його статуй, а також люди, які носили на шиї засоби від чотири- та триденної гарячки. Згідно з Діоном Кассієм, юнак, який розплатився в притоні монетою із зображенням імператора, був засуджений на смерть (Dio. LXXVIII. 16), аналогічна доля чекала перелюбників та навіть просто людей, котрі нічого в нього не просили (Dio. LXXVIII. 16).
У Галлії Каракалла вів безславну війну з алеманами і ценнамі, але прийняв титул перемоги Alemannicus і Germanicus. У Дакії та західному Причорномор'ї він воював із сарматами, а також з гетами та іншими племенами, але також не здобув значних успіхів й пішов у Фракію.
З цього часу він почав вульгарно наслідувати Александру Великому, роблячи походи у віддалені країни, але лише для того, щоб грабувати жителів. З Фракії він перейшов до Азії, в Пергамі вдавався за зціленням до Ескулапу, в Іліоні шанував Ахілла, зимував у Нікомедії (214—215), по-зрадницькому захопив у полон Абгара IX, правителя Осроена, і заволодів його державою. Пройшовся походами по Вірменії та Анатолії.
Так Каракалла минув Дакію, Фракію та вийшов до Геллеспонту, де він «піддався небезпеці при корабельній аварії» (Aelius. XIII. 5). Тим не менш, начальник флоту надав імператору свою трієру й таким чином Каракалла врятувався. В Азії імператор проводив таку саму тиранічну політику, що й у Європі. У Пергамі він «зрадів тому, що він був названий „звіром“, запишався й одноразово вбив безліч людей» (Dio. LXXVIII. 16). Одночасно розквітло інформаторство: багато людей спостерігали за іншими та повідомляли імператору найнезначніші новини. Аби захистити донощиків, Каракалла видав наказ, згідно з яким ніхто не міг карати інформаторів (Dio. LXXVIII. 17). Антонін зробив важливою людиною в державі євнуха Семпронія Руфа, чим викликав значне невдоволення (Dio. LXXVIII. 17).
Цілу зиму імператор провів у Нікомедії, займаючись «кровопролиттям, беззаконням та марнотратством» (Dio. LXXVIII. 18). Одночасно він розпочав підготовку до війни з Парфією, провівши військові навчання та збудувавши машини для облоги міст. Приводом до війни стало те, що парфянський цар Вологез відмовився видати Риму філософа Антіоха й Тиридата — царя Вірменії. На чолі армії Каракалла поставив Феокріта — «людину, звичаї якої відповідали його власним» (Aelius. XIII. 6). Вочевидь, Вологез вирішив уникнути війни та згодився видати Тиридата й Антіоха. Однак війська Феокріта у Вірменії зазнали нищівної поразки.
Поки Феокріт воював з парфянами та вірменами, сам Антонін влаштував різанину в Александрії. Згідно з Діоном Кассієм (Dio. LXXVIII. 22), було вбито стільки людей, що імператор навіть не насмілився назвати це число сенату, стверджуючи, що «не має значення, які люди і в якій кількості загинули, бо всі вони заслуговували такої долі» (Dio. LXXVIII. 22). Поки місцевих мешканців вирізали, іноземців грабували та виганяли з міста. Згодом Каракалла «видав воїнам нагороди за військовий похід, призначивши тим, хто служив у преторіанської гвардії, по шість тисяч двісті п'ятдесят денаріїв, а іншим по п'ять тисяч» (Dio. LXXVIII. 24) та вирішив очолити парфянську війну.
Тим часом у Парфії спалахнула громадянська війна між Вологезом V та Артабаном V. Артабан відмовився надати Каракаллі руку своєї дочки, побоюючись, що імператор спробує заволодіти Парфянською державою. Римляни напали несподівано й згідно з Діоном Кассієм, «спустошили значну частину прилеглих до Мідії земель, зруйнували багато фортець, взяли Арбел і, розривши поховання парфянських царів, розсіяли їх прах» (Dio. LXXIX. 22). Однак перший успіх був оманливим — якщо зиму солдати провели в приватних маєтках, розпоряджаючись власністю господарів як своєю, то на ворожій території вони мусили постійно працювати та оборонятися від нападів. Зиму 216—217 років римське військо провело в Едесі, готуючись до весняної кампанії.

### Смерть
Поки імператор з військом загруз у Парфії, в Африці сталися важливі події. Один віщун оголосив, що префект Макрін мав стати імператором. Тоді віщун був відправлений до Риму, де його допитав командувач гарнізону Флавій Матерніан. Матерніан надіслав послання імператору, однак воно надійшло до його матері, тож сталася затримка. Другий лист, написаний Ульпієм Юліаном, який відповідав за проведення цензу, надійшов до Макріна. Ще однією обставиною, яка прискорила усунення Каракалли, було те, що єгиптянин Серапіон доповів безпосередньо імператору, що невдовзі Макрін мусив зайняти його місце.
Згідно з Діоном Кассієм, Макрін заручився підтримкою братів Немезіана та Аполлінарія з роду Авреліїв та солдата Юлія Марцилія (Dio. LXXIX. 24). Елій Спартіан називає також ім'я Трикціана — начальника другого легіону, Марція Агриппу, який очолював флот, та «більшість начальницьких осіб, яких залучив до змови Марціал» (Aelius. XIII. 6).
8 квітня 217 року на шляху з Едеси до Карр Каракалла зліз із коня. Твердження про подальші події розходяться: Елій Спартіан стверджував, що конюх імператора вдарив його в бік, допомагаючи залізти у сідло (Aelius. XIII. 7), згідно з Діоном Кассієм, Каракалла зліз із коня, а Марціал підійшов до нього, ніби збираючись щось сказати, і вдарив імператора ножом, після чого сам був убитий.

## Сучасна інтерпретація
Сучасні історики вважають Каракаллу одним із найгірших імператорів Риму — через масову різанину в Александрії, тиранію. Під час його походів відбувалися масові зґвалтування та злочини щодо місцевого населення.